# Nardophyllum bryoides
Nardophyllum bryoides là một loài thực vật có hoa trong họ Cúc. Loài này được (Lam.) Cabrera mô tả khoa học đầu tiên năm 1954.